# Golf (Florida)
Golf es una villa ubicada en el condado de Palm Beach en el estado estadounidense de Florida. En el Censo de 2010 tenía una población de 252 habitantes y una densidad poblacional de 115,56 personas por km².

## Geografía
Golf se encuentra ubicada en las coordenadas 26°30′10″N 80°6′21″O / 26.50278, -80.10583. Según la Oficina del Censo de los Estados Unidos, Golf tiene una superficie total de 2.18 km², de la cual 2.14 km² corresponden a tierra firme y (1.66%) 0.04 km² es agua.

## Demografía
Según el censo de 2010, había 252 personas residiendo en Golf. La densidad de población era de 115,56 hab./km². De los 252 habitantes, Golf estaba compuesto por el 99.6% blancos, el 0.4% eran afroamericanos, el 0% eran amerindios, el 0% eran asiáticos, el 0% eran isleños del Pacífico, el 0% eran de otras razas y el 0% pertenecían a dos o más razas. Del total de la población el 0% eran hispanos o latinos de cualquier raza.